# Poznan Glacier
Poznan Glacier är en glaciär i Antarktis. Den ligger i Sydshetlandsöarna. Argentina, Chile och Storbritannien gör anspråk på området. Poznan Glacier ligger 408 meter över havet.
Terrängen runt Poznan Glacier är kuperad. Trakten är glest befolkad. Närmaste befolkade plats är Commandante Ferraz Station, 14,1 kilometer sydväst om Poznan Glacier. 